# Allensmore
Allensmore – wieś w Anglii, w hrabstwie Herefordshire. Leży 7 km na południowy zachód od miasta Hereford i 192 km na zachód od Londynu.